# Kagern (Tiefenbach)

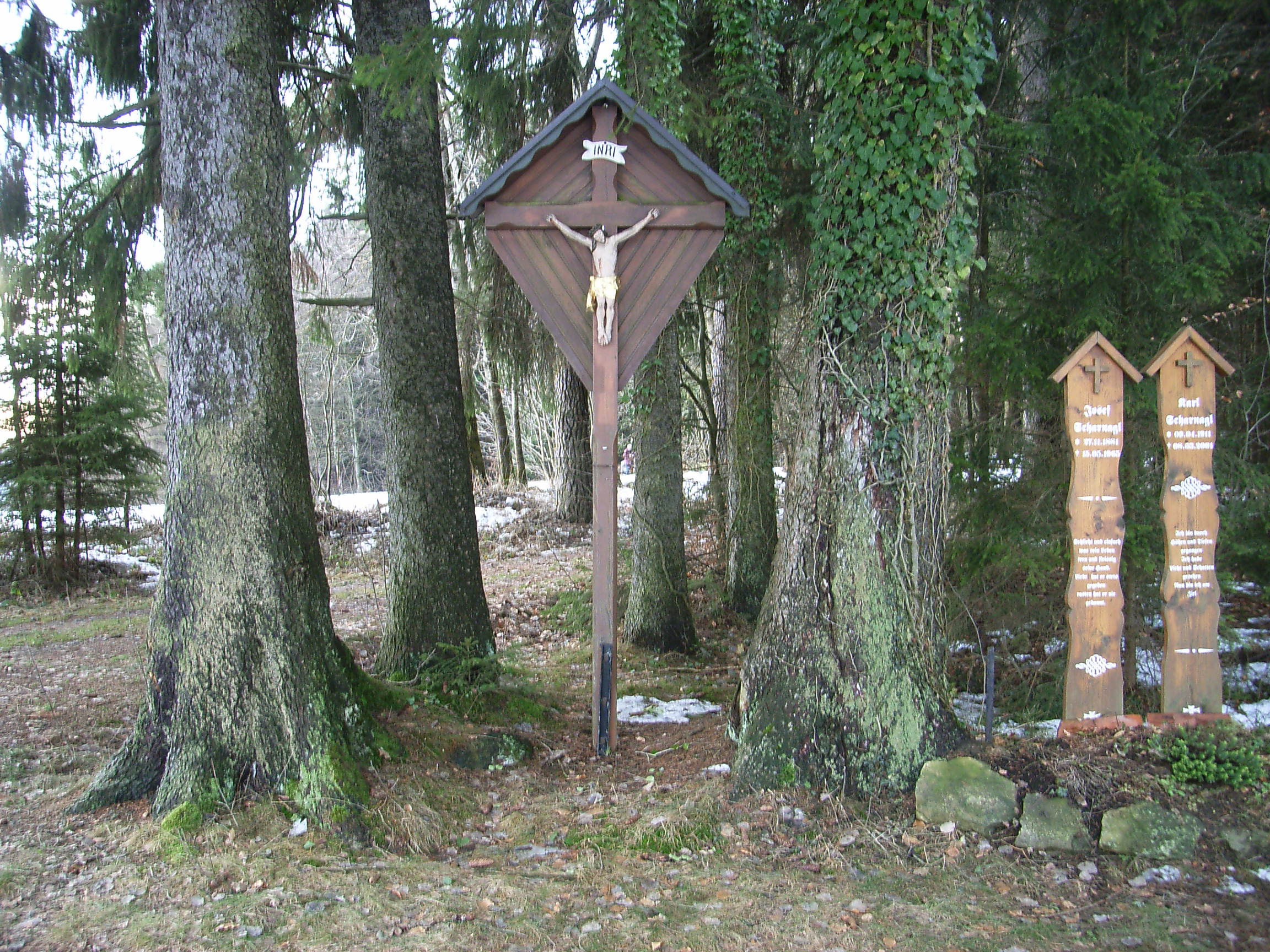
Kreuz mit Totenbrettern auf der Kagerner Höhe (2012)

Kagern ist ein Gemeindeteil der Gemeinde Tiefenbach im Oberpfälzer Landkreis Cham in Bayern.

## Geographische Lage
Die etwa 20 Häuser des Dorfes Kagern liegen westlich von Schönau am Hang des 788 m hohen Buchsberges.

## Geschichte
Die Ortschaft Kagern bestand bereits vor 1270. Sie gehörte zum Amt Schneeberg, dessen Mittelpunkt die Burg Altenschneeberg war. In den Jahren von 1270 bis 1803 wechselte das Dorf häufig den Besitzer, war zeitweise böhmisches Lehen und gelangte 1805 durch den Vertrag von Preßburg wieder zu Bayern. 1803 wurde Kagern an den königlich bayerischen Generalleutnant Carl Wilhelm Graf von Eckart auf Leonberg verkauft, dessen Tochter Katharina Eugenie den französischen General Charles Graf Du Moulin heiratete. Seither ist Kagern Teil der Herrschaft der Grafen Du Moulin-Eckart, deren Nachkommen heute (2012) das Schloss Winklarn bewohnen.

## Kultur und Sehenswürdigkeiten
Auf der Kagerner Höhe etwa 500 m nördlich von Kagern befindet sich auf einer Waldlichtung am Hang ein Kreuz mit 19 Totenbrettern. Jeweils am Montag vor Christi Himmelfahrt findet eine sternförmige Bittprozession von den Ortschaften Weiding, Schönau, Hannesried und Kagern aus zu diesem Kreuz statt. Am Kreuz wird ein Gottesdienst unter freiem Himmel gehalten.